# Іпполітов-Іванов Михайло Михайлович
Михайло Миха́йлович Іполит́тов-Іва́нов (справжнє прізвище — Іва́нов, 7 (19) листопада 1859, Гатчина — 28 січня 1935, Москва) — російський і радянський композитор, диригент, музикознавець, музичний педагог. Народний артист Республіки (1922). Кавалер ордена Трудового Червоного Прапора (30.01.1934). Чоловік оперної співачки В. М. Зарудної.

## Біографія
Народився майбутній композитор в Гатчині, поблизу Петербурга. Початкову музичну освіту здобув у музичних класах для малолітніх півчих при Ісаакіївському соборі в Петербурзі (1872–1875), потім в Петербурзькій консерваторії, в якій у 1882 році закінчив клас композиції Н. А. Римського-Корсакова. 
У 1882—1893 роки працював у Тифлісі (нині — Тбілісі) керівником заснованого ним відділення Російського музичного товариства, оперно-симфонічним диригентом та викладачем музичного училища. 
З 1893 року, на запрошення Чайковського, Іпполітов-Іванов — професор Московської консерваторії, а у 1906—1922 рр. — її директор. 
У 1899—1906 роки — диригент Московської приватної російської опери Сави Мамонтова та Опери Зіміна, а з 1925 — Большого театру. Під його керівництвом вперше були виконані опери «Царська наречена», «Кощій Безсмертний» та ін. 
Похований в Москві на Новодівичому кладовищі.

## Педагогічна діяльність
Величезне значення мала його педагогічна діяльність. У Московській консерваторії Іполитов-Іванов викладав гармонію, інструментування, композицію, вів оперний клас. Серед його учнів — А. М. Баланчивадзе, С. Василенко, Р. Гліер, О. Гольденвейзер, Р. Мелікян, К. Закарян, К. Ігумнов, Теодор Бубек.
З 1906 року — директор консерваторії. Віддавав багато сил збереженню традицій Московської консерваторії у роки Першої світової війни і Жовтневої революції, прагнув зберегти її професорсько-викладацький склад, вишукував необхідні кошти та ін. У 1917 разом із дружиною організував Оперно-вокальну студію імені П. І. Чайковського (існувала до 1924 року). 2 жовтня 1922 року Рада консерваторії прийняла відставку Іполитова-Іванова з посади ректора.

## Творчість
У своїй творчості орієнтувався на вчителя — Н. А. Римського-Корсакова. Використав російський, грузинський і тюркський фольклор. В області гармонії був далеким від новацій. Переважну увагу приділяв жанру опери.

## Список творів

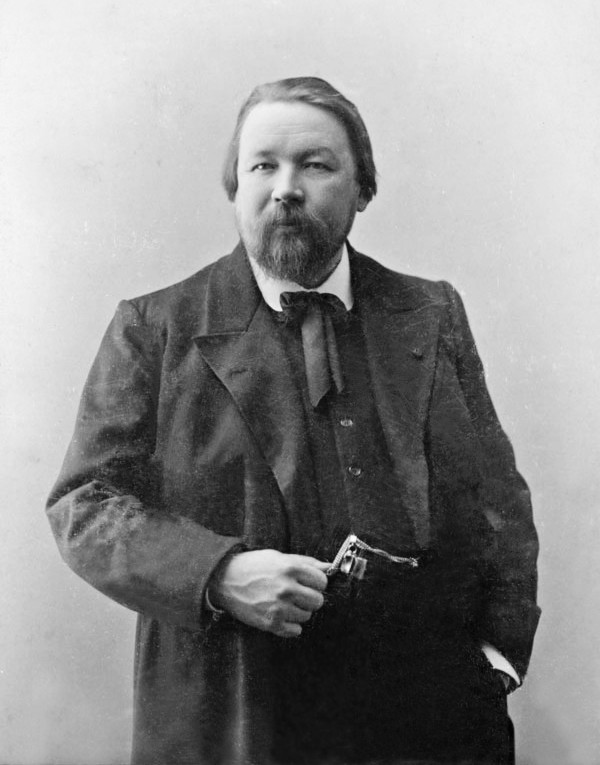
Михайло Михайлович Іпполітов-Іванов (з поштової картки, 1912 рік)

### Опери
- «Рут», 1887.
- «Азра», 1890.
- «Ася», 1900.
- «Зрада», 1910.
- «Оле з Нордланд», 1916.

### Оркестрові твори
- «Симфонія», 1907.
- поема «Мцирі», 1924.
- «Яр-Хмель», 1881. Увертюра.
- «Кавказькі ескізи», 1894.
- «Іверія», 1895.
- «Музичні картинки Узбекистану», 1934.
- «Каталонська сюїта», 1934.
- «Ювілейний марш», 1931.

### Твори для камерно-інструментальних ансамблів
- Соната для скрипки та фортепіано.
- Струнний квартет.
- Фортепіанний квартет.

### Книги
- «Грузинська народна пісня та її сучасний стан», 1895.
- «Вчення про акорди, їх побудова і дозвіл», 1897.
- «50 років російської музики в моїх спогадах», 1934.

## Фільмографія
- «Понизова вольниця» (Стенька Разін) (1908, реж. В. Ромашков)
- «Пісня про купця Калашнікова» (1908, реж. В. Гончаров)
- «Волга і Сибір» (1914, реж. В. Гончаров)
- «Кара-Бугаз» / Kara Bugas (1935, Ялтинська кінофабрика, реж. О. Розумний)

## Пам'ять
Ім'ям М. М. Іпполітова-Іванова названі музичні школи в Москві, Гатчині, музична школа № 1 в Костромі, а також Державний музично-педагогічний інститут (Москва).
У листопаді 2019 року в Москві поруч з Державним музично-педагогічним інститутом відкрито перший пам'ятник М. Іпполітову-Іванову (автор — скульптор Айдин Зейналов).